# Cyprus Airways (1947–2015)
Сайпрус Эйрвейс (англ. Cyprus Airways Public Ltd, грец. Κυπριακές Αερογραμμές, Kipriakes Aerogrammes, тур. Kıbrıs Hava Yolları) — національна авіакомпанія Республіки Кіпр, що припинила існування в 2015 році. Вона обслуговувала рейси близько 30 напрямів в країни Європи, Близького Сходу та зони Перської затоки. Авіапарк базувався в основному в міжнародному аеропорту Ларнаки (міжнародний аеропорт Нікосії був закритий після турецької інтервенції в 1974 році).

## Історія
Компанія Сайпрус Ейрвейс була заснована 24 вересня 1947 року як спільне підприємство колоніального уряду Кіпру, авіакомпанії British European Airways і приватних інвесторів.
Перший внутрішній політ був здійснений 18 квітня 1948 року на літаку Douglas DC-3 з аеропорту Нікосії. Перший міжнародний маршрут був відкритий 18 квітня 1953 з Нікосії в Афіни.
12 жовтня 1967 року сталася єдина в історії авіакомпанії катастрофа, через спрацювання вибухового пристрою на борту зазнав аварії літак DH-106 Comet 4, загинули всі 66 пасажирів і членів екіпажу, що знаходилися на борту.
Кіпрський національний перевізник Cyprus Airways припинив своє існування після рішення Європейської комісії про те, що компанія повинна повернути державі понад 100 мільйонів євро, виділених урядом Кіпру в 2012 і 2013 роках, тим самим закінчилася велика ера існування даної авіакомпанії, останній рейс з Афін в Ларнаку Cyprus Airways здійснив ввечері у п'ятницю, 9 січня 2015 року.

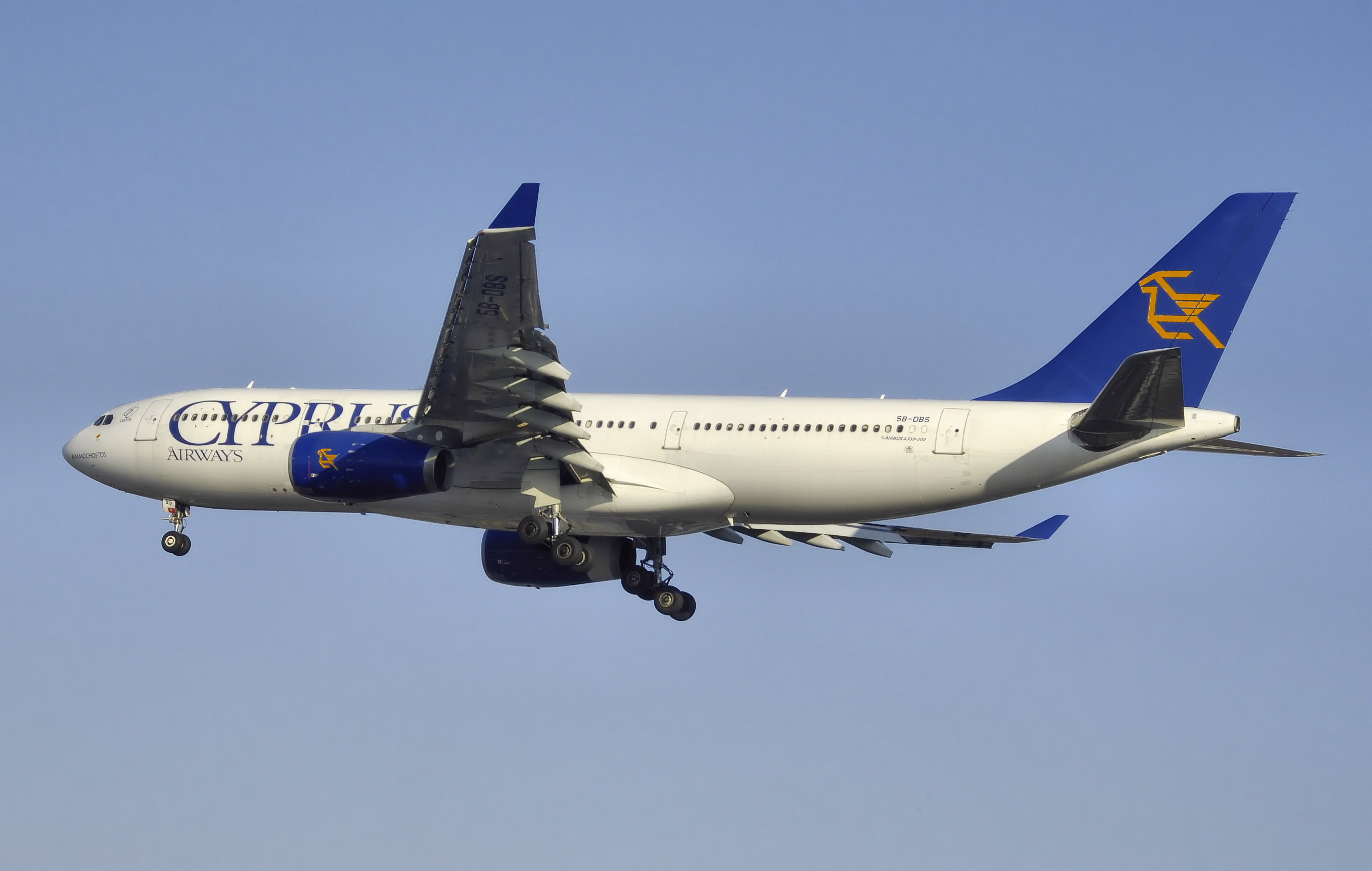
Airbus A330-200

У даний момент право на використання бренду Cyprus Airways належить новій кіпрській авіакомпанії Charlie Airlines (створена авіакомпанією S7 Airlines і входить в S7 Holdings ). Charlie Airlines придбала право на використання бренду за 2 млн євро терміном на 10 років. 

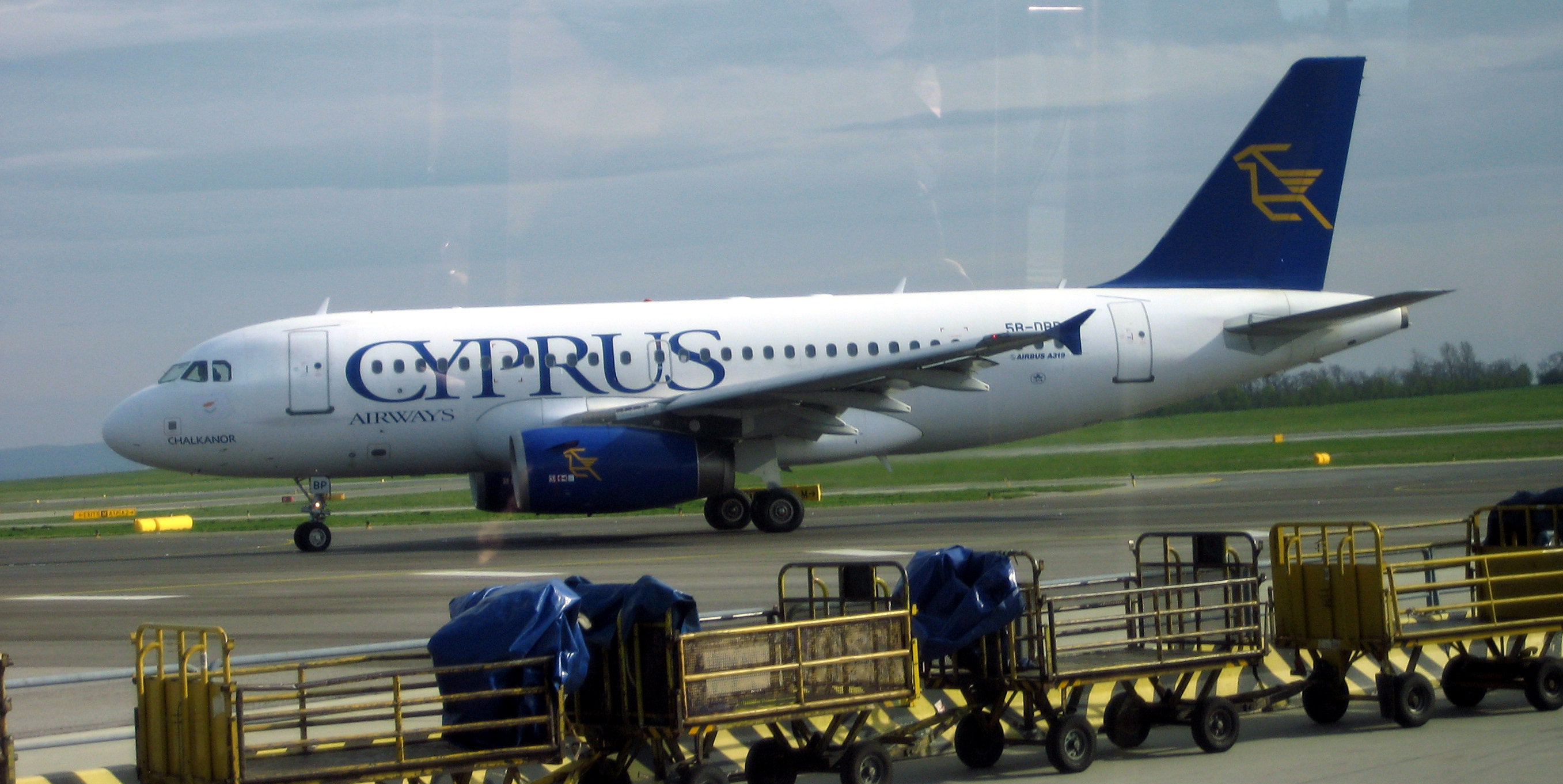
Airbus A319-100 in Vienna

## Флот
Парк авіакомпанії складався з 12 літаків. Середній термін служби літаків станом на 12 липня 2008 року становив 13,4 року.
| Літак           | Кількість | Кількість місць | Використовується на маршрутах | Примітки |
| --------------- | --------- | --------------- | --- | -------- |
| Airbus A319-132 | 3         | 126             | Амман, Афіни, Бахрейн, Бейрут, Брюссель, Відень, Дамаск, Джедда, Дубай, Іракліон, Каїр, Рим, Родос, Салоніки, Тель-Авів, Франкфурт-на-Майні, Цюрих, Ер Ріяд |          |
| Airbus A320-200 | 6         | 158/156         | Амман, Амстердам, Афіни, Бахрейн, Бейрут, Бірмінгем, Бухарест, Відень, Дамаск, Джедда, Дубай, Іракліон, Каїр, Лондон (Хітроу), Лондон (Станстед), Манчестер, Мілан, Москва, Париж, Рим, Родос, Санкт-Петербург, Салонікі, Софія, Тель-Авів, Франкфурт-на-Майні, Цюрих, Ер Ріяд |          |
| Airbus A330-243 | 2         | 295             | Амстердам, Лондон (Хітроу), Париж, Франкфурт-на-Майні (рідко Афіни, Манчестер) |          |